# Kazimierz Majewski (okulista)
Kazimierz Wincenty Majewski (ur. 22 stycznia 1873 w Siebieczowie, zm. 5 września 1959 w Krakowie) – polski lekarz okulista.

## Życiorys
Syn Feliksa (sekretarza rady powiatowej w Sokalu) i Amalii z domu Danek. W 1891 ukończył Gimnazjum im. Franciszka Józefa we Lwowie, po czym podjął studia na tamtejszym Wydziale Przyrodniczo-Lekarskim Uniwersytetu Lwowskiego, które kontynuował na Collegium Medicum Uniwersytetu Jagiellońskiego. W 1897 otrzymał tytuł doktora wszech nauk medycznych. Został zatrudniony w Klinice Okulistycznej w charakterze praktykanta, następnie asystenta. W 1902 uzyskał habilitację na podstawie pracy pt. „Asthenopia muscularis”. Dwa lata później rozpoczął prywatną praktykę, jednocześnie nadal prowadził wykłady.
W 1908 mianowany profesorem nadzwyczajnym. Po tym jak zmarł prof. Bolesław Wicherkiewicz, od końca 1915 pełnił funkcje kierownika Katedry Okulistyki oraz dyrektora Kliniki Okulistycznej. Podczas I wojny światowej pracował w III Szpitalu Fortecznym. Pod odzyskaniu przez Polskę niepodległości w okresie II Rzeczypospolitej sprawował stanowiska kierownika Katedry Okulistyki i dyrektora Kliniki Okulistyki. Od 1920 do 1922 był dziekanem Wydziału Lekarskiego Uniwersytetu Jagiellońskiego. Został profesorem zwyczajnym. Przed wyborami do Rady Miasta Krakowa z 1938 został członkiem komitetu Polskiego Bloku Katolickiego.
Podczas II wojny światowej w okresie okupacji niemieckiej został aresztowany przez Gestapo 6 listopada 1939 w ramach Sonderaktion Krakau, po czym przewieziony do Wrocławia, a następnie osadzony w obozie koncentracyjnym w Sachsenhausen lub Oranienburgu, skąd powrócił do Krakowa w lutym 1940. W czasie uwięzienia uległ pogorszeniu jego stan zdrowia. W dalszym biegu wojny leczył ludzi kierowanych przez PCK i RGO. U kresu wojny od stycznia 1945 był profesorem okulistyki. Został przeniesiony w stan spoczynku w 1947.
Współzakładał Polskie Towarzystwo Okulistyczne oraz zorganizował krakowski oddział PTO w 1937, zostając jego prezesem. Działał w Polskim Towarzystwie Lekarskim i także był przewodniczącym krakowskiego oddziału. Kierował Francusko-Polskim Towarzystwem Lekarskim. W 1918 wraz z Emilem Godlewskim założył Zakład Leczniczo-Wychowawczy dla Dzieci Chorych na Jaglicę w Witkowicach, działający do 1950, którego Majewski był honorowym ordynatorem przez ok. 30 lat (w tym czasie uległ zarażeniu tą chorobą od jednego z pacjentów i stracił oko).
Był autorem publikacji i metod leczenia w okulistyce. Współorganizował czasopismo „Klinika Oczna” i publikował w nim. Został wychowawcą wielu okulistów.
Zmarł 5 września 1959. Został pochowany na Cmentarzu Salwatorskim w Krakowie (sektor SC11-14-20).

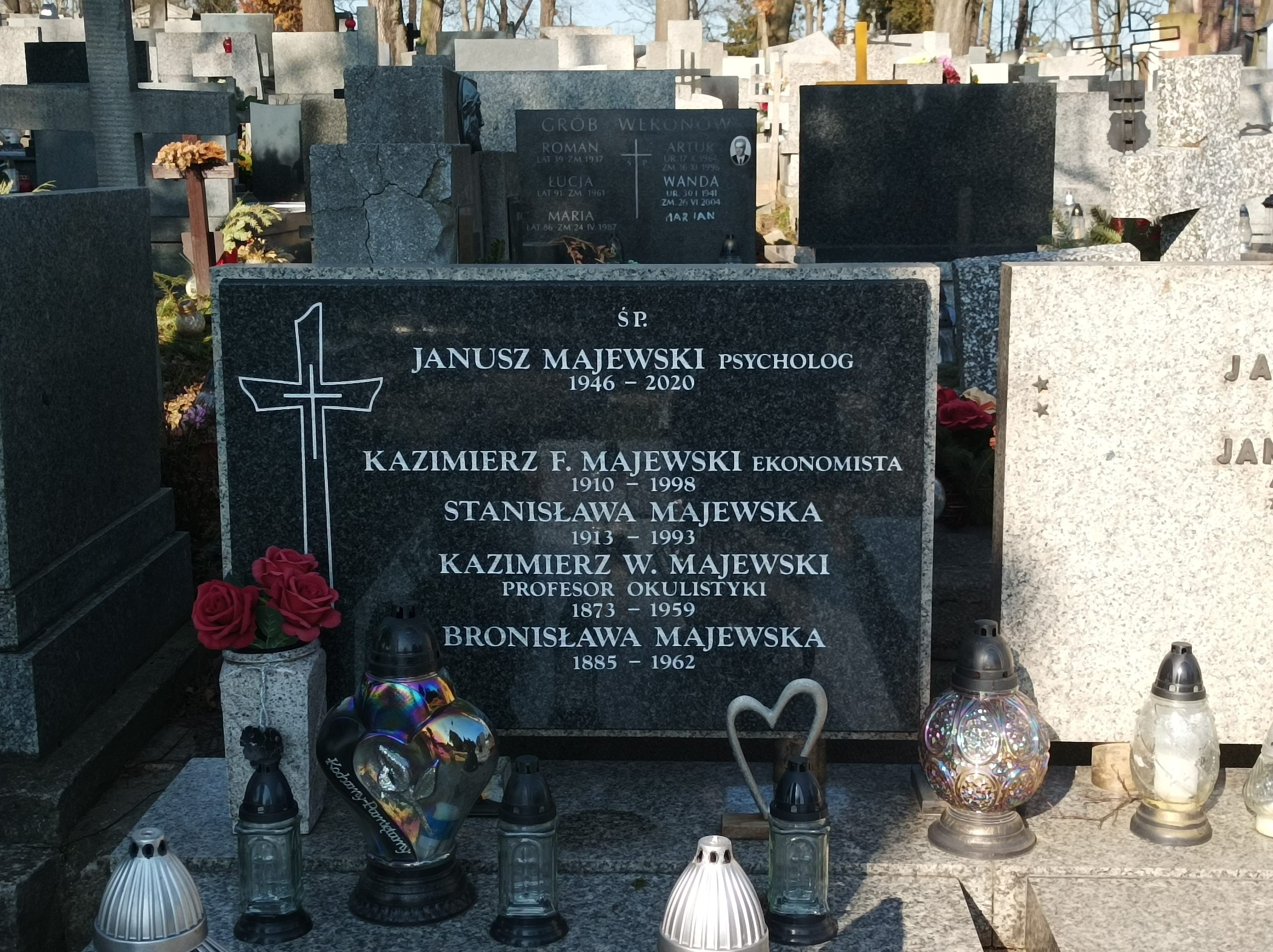
Grób prof. Kazimierza Majewskiego na Cmentarzu Salwatorskim

Jego żoną była Bronisława, z domu Mostowska (1885–1962), z którą miał troje dzieci. Jego hobby była muzyka, był przewodniczącym Krakowskiego Towarzystwa Muzycznego, organizatorem orkiestry symfonicznej w tym mieście.

## Ordery i odznaczenia
- Krzyż Komandorski Orderu Odrodzenia Polski (11 listopada 1937)[8]
- Srebrny Medal za Długoletnią Służbę (1938)
- Krzyż Kawalerski Orderu Franciszka Józefa (Austro-Węgry, 1917)[9]
- Krzyż Kawalerski Orderu Legii Honorowej (III Republika Francuska, 1922)